# Ruś Czerwona

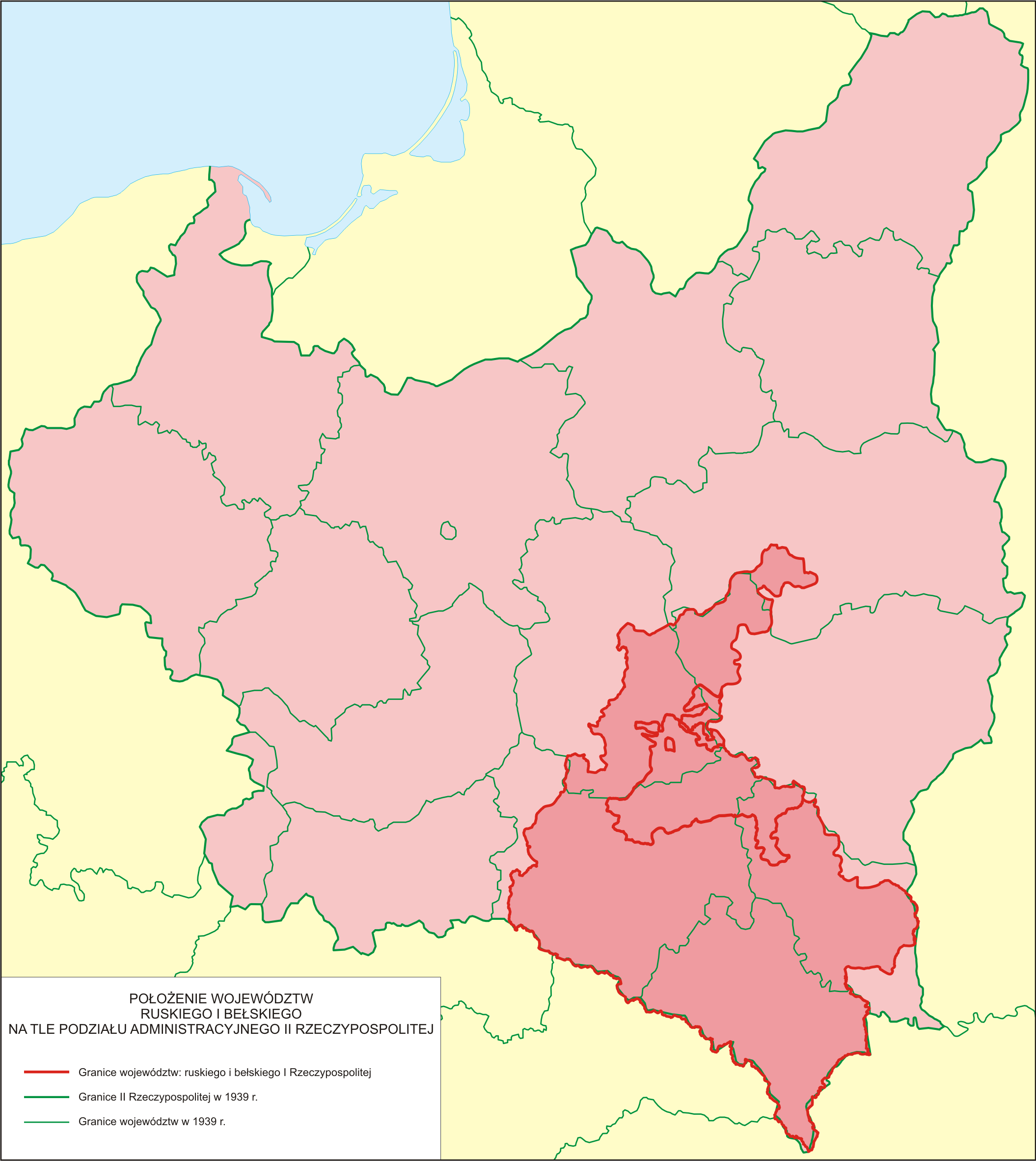
Obszar Rusi Czerwonej na tle podziału administracyjnego II Rzeczypospolitej

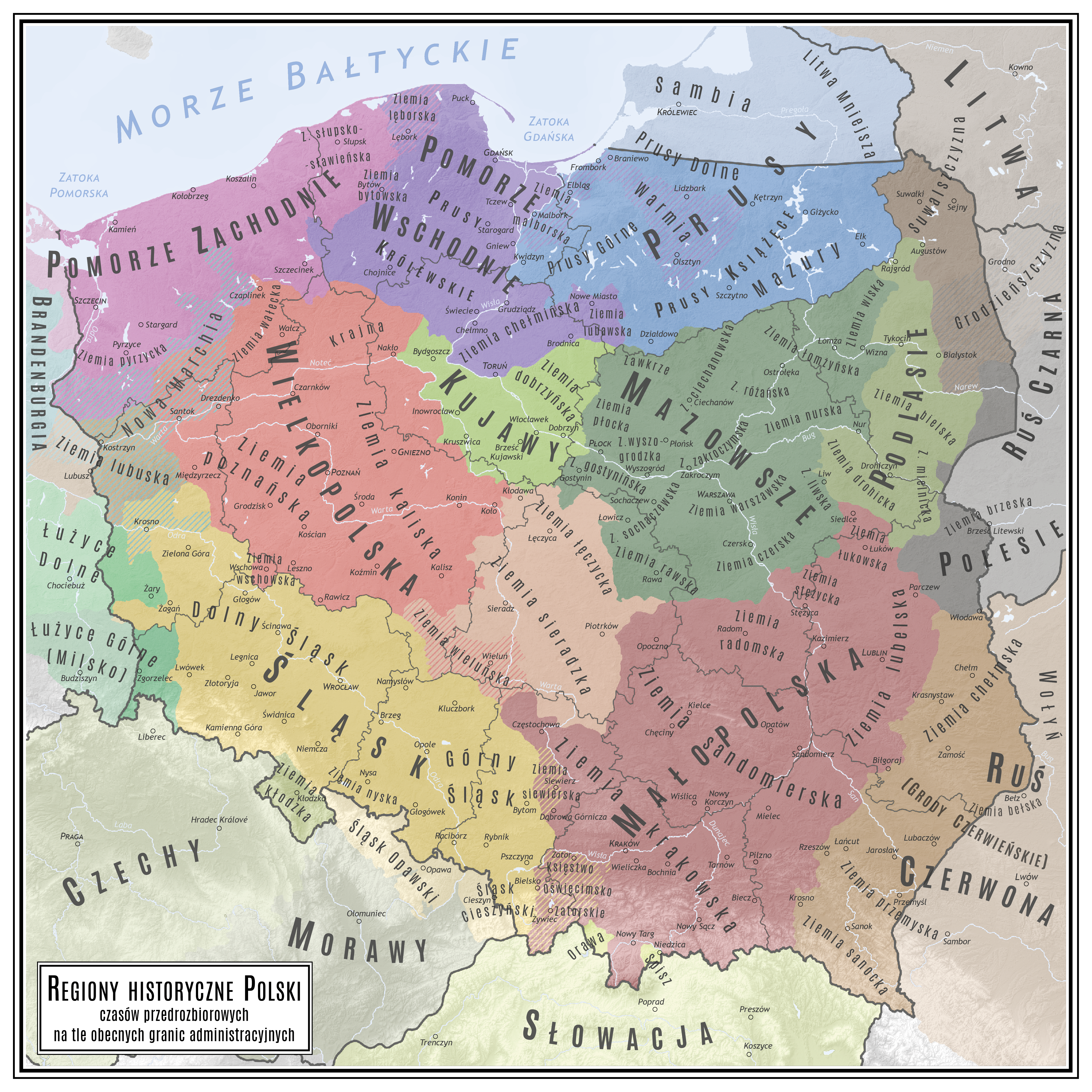
Ruś Czerwona i inne krainy historyczne Polski na tle współczesnych granic administracyjnych

Ruś Czerwona (łac. Ruthenia Rubra, Russia Rubra) – kraina historyczna na terenie północno-zachodniej Ukrainy oraz południowo-wschodniej Polski.

## Nazwa
Według Władysława Semkowicza nazwa Ruś Czerwona powstała w XV wieku, podobny pogląd przedstawia w swojej pracy Początki Rusi Henryk Paszkiewicz.
Niektórzy domniemywają jakoby kolorowe nazwy Rusi, w tym „Ruś Czerwona” powstały w XIII wieku i były zapożyczeniem od ludów ałtajsko-tureckich, które używały kolorów do oznaczenia kierunków geograficznych (czerwień = południe, biel = zachód, czerń = północ, przykładowo tur., tuw., ałt. wyraz „kara”, czyli „czarny”; który w języku polskim zachował się jako pożyczka językowa dotycząca maści końskiej; symbolizował również północ). Analogicznie w tym okresie powstały też takie nazwy jak Ruś Czarna (powyżej Polesia) i Ruś Biała (na północ od Rusi Czarnej).
Z kolei przyjmując słowiańską logikę kolorów: biały to północ (Biała Ruś), czarny to południe (Czarna Ruś), a czerwony to zachód (Czerwona Ruś, najbardziej na zachodzie położona część Rusi).

## Terytorium

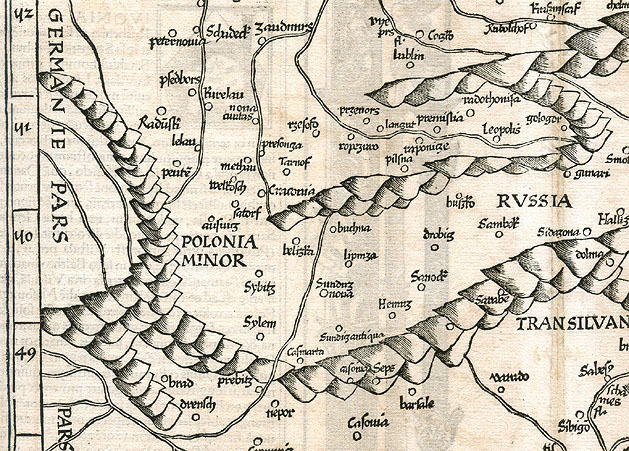
Martin Waldseemüller, fragment mapy Małopolski i Rusi Czerwonej, rok 1525

Obszar Rusi Czerwonej obejmuje dorzecze Sanu i Dniestru po górną Prypeć. W skład Rusi Czerwonej wchodzą: ziemia sanocka, ziemia przemyska, ziemia chełmska, ziemia bełska, ziemia halicka i ziemia lwowska.

## Historia

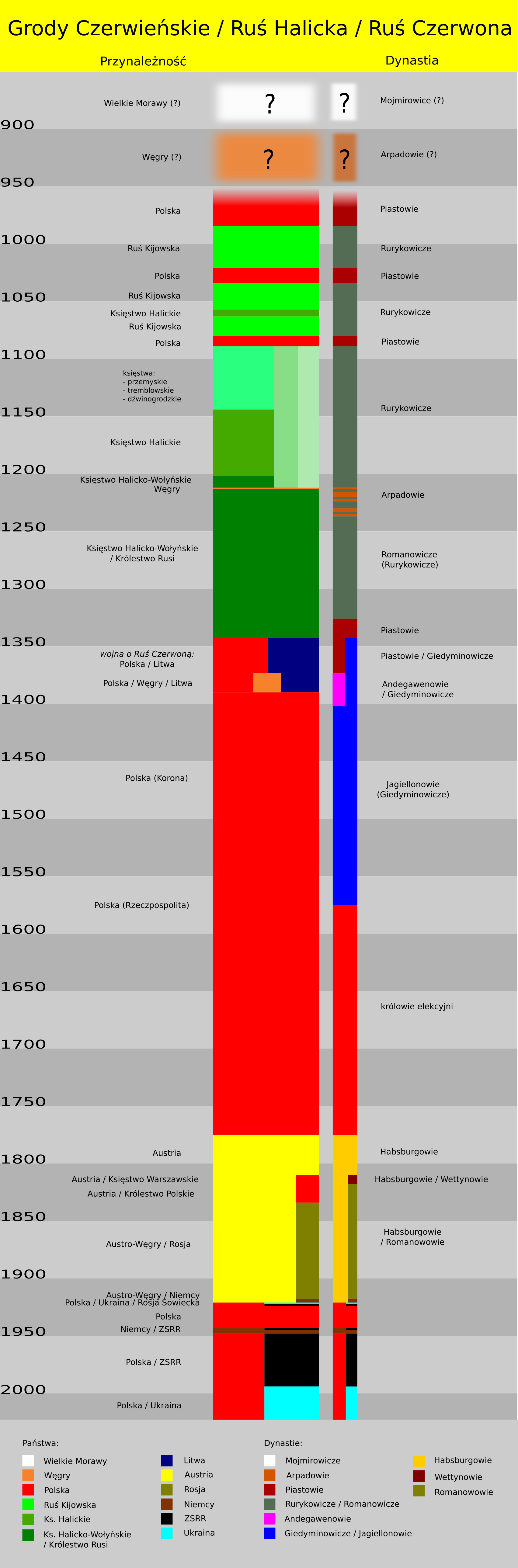
Historia przynależności Grodów Czerwieńskich i Rusi Czerwonej

### Księstwo halicko-wołyńskie

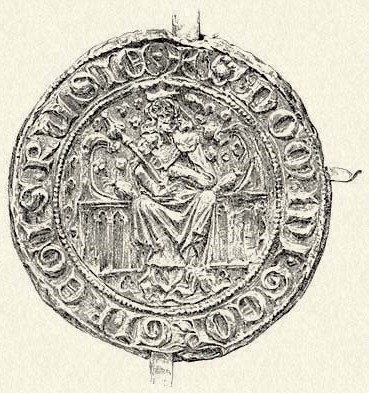
Pieczęć Bolesława Jerzego II z dynastii Piastów, ostatniego suwerennego księcia halicko-włodzimierskiego

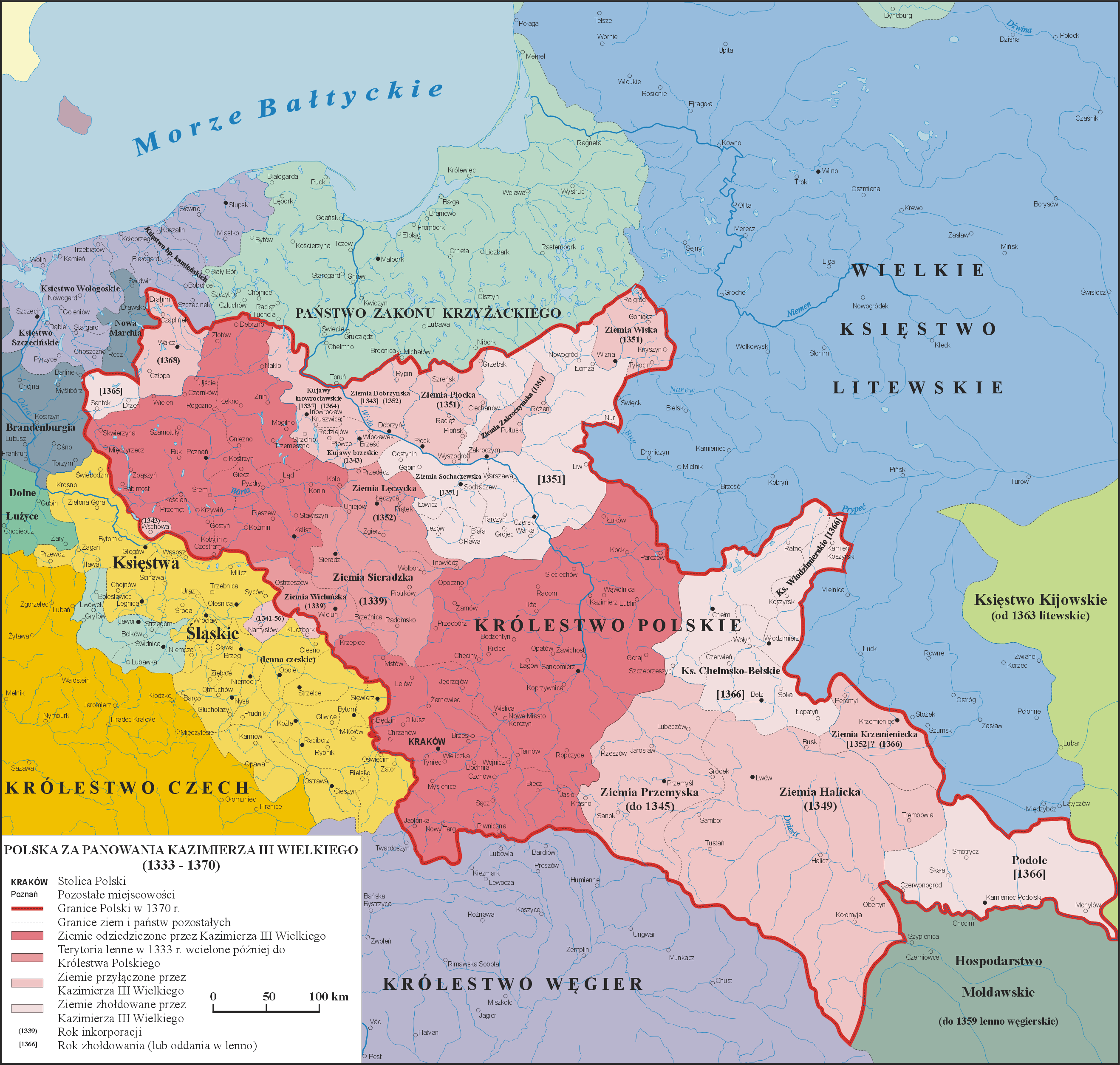
Polska za panowania Kazimierza Wielkiego

Do roku 1340 Ruś Czerwona była częścią Księstwa Halicko-Wołyńskiego (Rusi Halicko-Włodzimierskiej). W XIII i XIV w. większość zachodnich księstw ruskich przeszła w strefę wpływów nabierającej znaczenia Litwy (zwłaszcza po rozbiorze Księstwa Halicko-Włodzimierskiego, stanowiącego dla Litwy przeciwwagę). Stąd rywalizacja pomiędzy książętami Rusi północnej (tzw. Rusi Zaleskiej – Włodzimierz nad Klaźmą, Twer, a później Moskwa) oraz Wielkim Księstwem Litewskim, a po Unii Lubelskiej – Wielkiego Księstwa Moskiewskiego z Rzecząpospolitą Obojga Narodów.
W XIII wieku Księstwo Halicko-Włodzimierskie stało się, wobec zniszczenia Kijowa i Rusi centralnej, drugim (obok państw Rusi Zaleskiej) ruskim ośrodkiem państwowym, prowadzącym samodzielną politykę dynastyczną i zagraniczną oraz podejmującym próby zjednoczenia Rusi. W grudniu 1253 książę halicko-włodzimierski Daniel został w Drohiczynie koronowany przez legata papieża Innocentego IV, opata Opizo z Messano na króla Rusi. Daniel Halicki związał się małżeństwami dynastycznymi z Piastami mazowieckimi. Tytułem króla Rusi tytułował się po raz ostatni wnuk Daniela, Jerzy Lwowicz (zm. 1308). Synowie Jerzego: Lew i Andrzej używali tytułu książęcego (odpowiednio: książę halicki i książę włodzimierski).

### Konflikt polsko-litewsko-węgierski

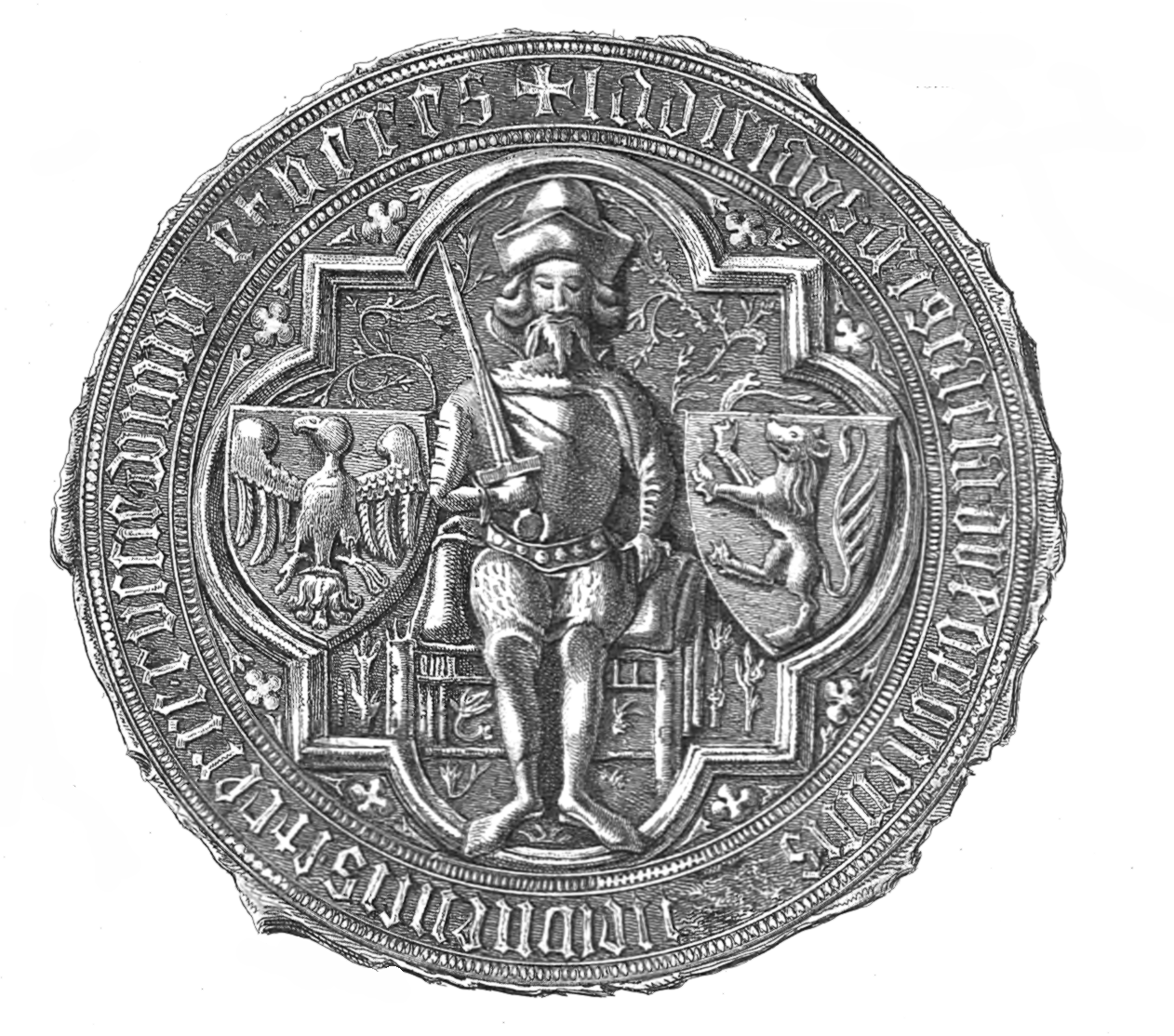
Pieczęć Władysława Opolczyka, namiestnika Ludwika Węgierskiego na Rusi z 1379 z herbami Piastów i Rusi. Tytulatura: „Dziedzic i pan Rusi”

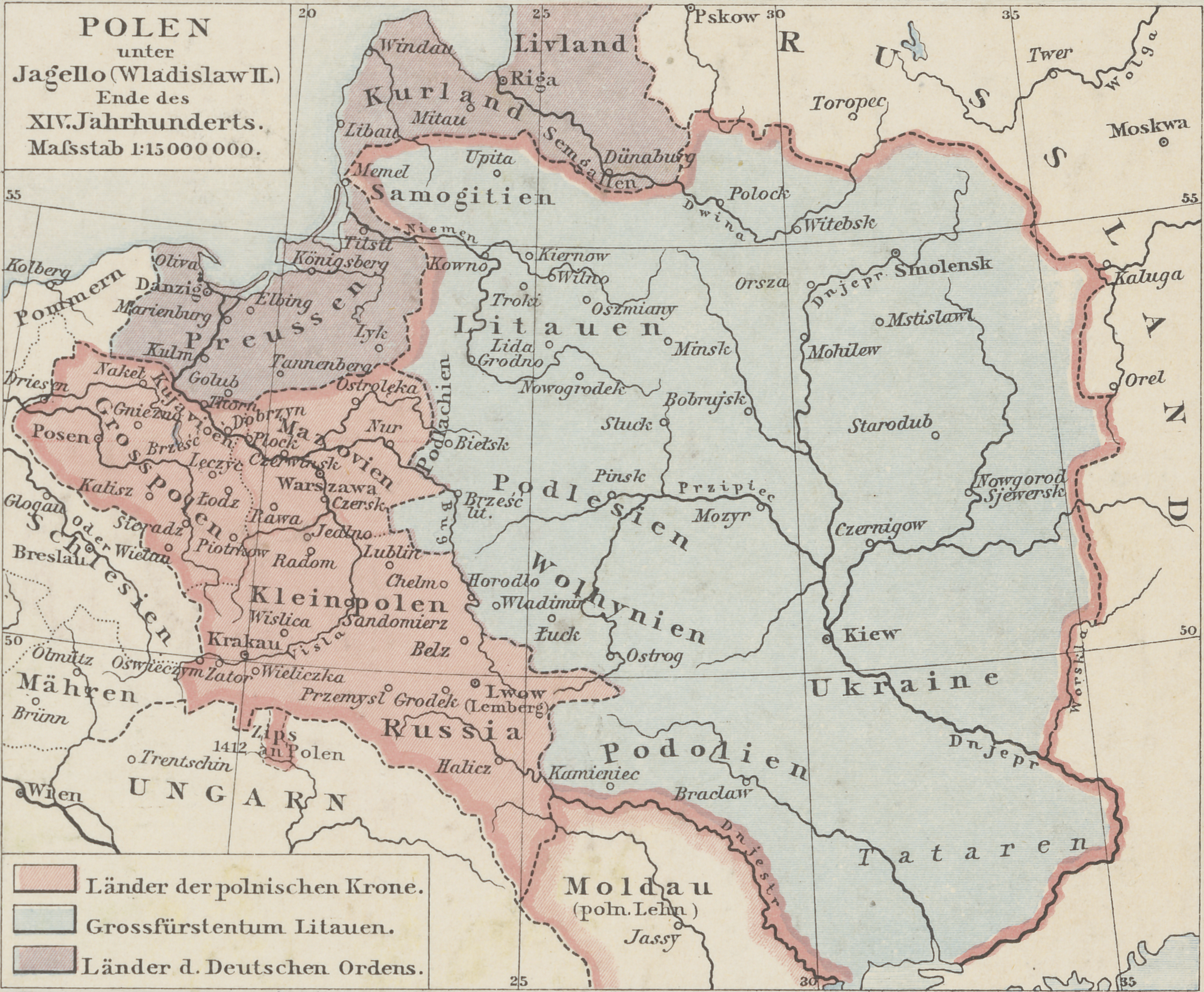
Ruś Czerwona (podpisana jako Russia) za panowania Władysława Jagiełły

W 1338 następca Lwa i Andrzeja, bezpotomny Bolesław Jerzy II, książę halicki, szukając pomocy przeciw bojarom zawarł układ z Kazimierzem Wielkim i uznał go za dziedzica Rusi. W 1339, w układzie wyszehradzkim, Królestwo Polskie i Królestwo Węgier zawarły porozumienie w sprawie podziału ziem księstwa halicko-wołyńskiego w przyszłości. W 1340 Bolesław Jerzy zmarł otruty przez bojarów, a Kazimierz Wielki wyprawił się na Ruś Czerwoną, by objąć ją w posiadanie. Zajął na krótko Lwów, „z którego wkrótce się wycofał, zagarnąwszy spore łupy i uprowadziwszy część ludności”. W 1344 opanował ziemie: przemyską i sanocką, a w 1346 w tytulaturze królewskiej Kazimierza pojawił się człon: pan i dziedzic Rusi, wyprzedzający stan faktyczny. Namiestnikiem Rusi Czerwonej był w latach 1340–1349 miejscowy bojar Dymitr (Detko), uznający zwierzchnictwo Polski i Węgier. W 1349 roku po ponownej wyprawie zbrojnej Kazimierz Wielki przyłączył Ruś Czerwoną ze Lwowem i Haliczem do Korony. Wołyń z Łuckiem i Włodzimierzem zajął książę litewski Lubart, również spowinowacony ze zmarłym księciem halickim.
O ziemie Księstwa halicko-wołyńskiego do końca XIV wieku trwały zatargi i wojny, najpierw pomiędzy Koroną i sprzymierzonym z nią Królestwem Węgier a Wielkim Księstwem Litewskim (które po serii najazdów zajęło Wołyń i Podole kamienieckie, a ze względów dynastycznych pretendowało do całości terytorium księstwa), a następnie pomiędzy Koroną a Królestwem Węgier. Po śmierci Kazimierza Wielkiego w 1370 roku Ludwik Węgierski na wcielił Ruś Czerwoną do Królestwa Węgier. Król Ludwik w 1372 roku jako namiestnika na Rusi Czerwonej ustanowił księcia Władysława Opolczyka, który pełnił tę funkcję do 1378.  

### Podział terytorium
Trójstronny konflikt o przynależność państwową ziem Księstwa halicko-wołyńskiego (Rusi Halicko-Włodzimierskiej) zakończył się ostatecznie po zawarciu przez Jagiełłę małżeństwa z królem Polski Jadwigą Andegaweńską i samodzielnym objęciu tronu polskiego po jej śmierci. Jadwiga jako król Polski i spadkobierca Ludwika Andegaweńskiego w 1387 usunęła księcia halickiego Ścibora ze Ściborzyc i ogłosiła w tym samym roku akt przyłączenia Rusi Halicko-Włodzimierskiej do Korony Królestwa Polskiego. W wyniku ostatecznych rozgraniczeń dawne terytoria księstwa zostały podzielone pomiędzy Koronę i Wielkie Księstwo Litewskie (które zatrzymało Wołyń i Podole kamienieckie), zaś król Polski przyjął tytuł księcia Rusi, co podkreślało odrębny status wcielonych terytoriów. Terytorialne status quo utrzymało się do unii lubelskiej (1569).
W 1412 roku doszło w Lubowli do zawarcia przymierza między Władysławem Jagiełłą i Zygmuntem Luksemburskim, którzy postanowili, że Ruś Halicka i Podole mają pozostać przy Polsce do śmierci obu władców i przez następnych piętnaście lat, licząc od śmierci jednego z nich, a sprawę dalszej przynależności tych ziem postanowiono powierzyć w przyszłości polsko-węgierskiemu sądowi polubownemu.
Po unii lubelskiej Ruś Czerwoną zaczęto nazywać Rusią Koronną.

## Podział administracyjny
W XVI wieku obszar administracyjny Rusi Czerwonej składał się z czterech ziem wchodzących w skład województwa ruskiego; przemyskiej, sanockiej, lwowskiej i halickiej oraz województwa bełskiego, w skład którego wchodził jeszcze powiat buski ziemi lwowskiej. W kolejnych latach z prowincji ruskiej odpadły starostwo hrubieszowskie i włość kryłowska zaliczona do ziemi chełmskiej.
Na obszarze prowincji było w XVI wieku 3350 wsi (woj. ruskie – 2490, woj. bełskie – 460, ziemia chełmska – 400) oraz 163 miast i miasteczek. Szacunkowo obszar ten w XVI wieku zamieszkiwało 572 648 osób, w tym 124 820 w miastach. Najbardziej zagęszczonym obszarem była ziemia sanocka (985 osób na 1 milę²). Najmniej zaludniona była ziemia halicka (304 mieszkańców na 1 milę²).

## Administracja kościelna
Pod względem administracji kościelnej obszar ten składał się z archidiecezji lwowskiej (ziemie halicka, przemyska i część powiatu buskiego), diecezji przemyskiej (ziemie sanocka i przemyska) oraz diecezji chełmskiej (ziemie chełmska i bełska). W połowie XVI wieku w całej prowincji było ok. 230 parafii łacińskich, w tym 150 w miastach. Dla wyznawców prawosławia przed unią lubelską ustanowione były trzy eparchie: lwowsko-halicka, przemyska i chełmska. Ogółem w połowie XVI wieku w tej części kraju istniało 1490 cerkwi, głównie we wsiach.

## Ruś Czerwona a Grody Czerwieńskie

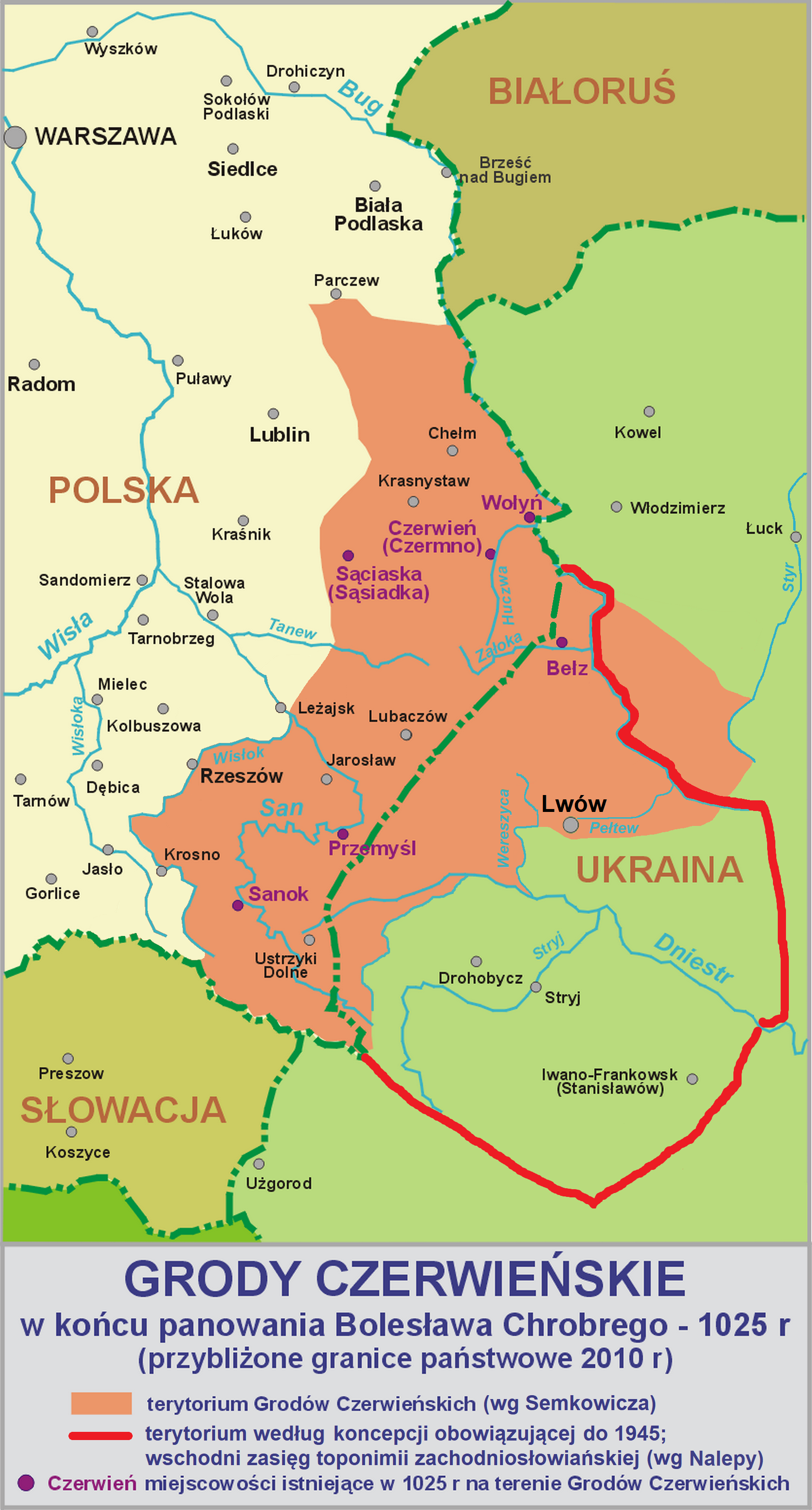
Obszar Grodów Czerwieńskich na tle współczesnych granic państwowych (według przyjętej po 1945 roku koncepcji Władysława Semkowicza).

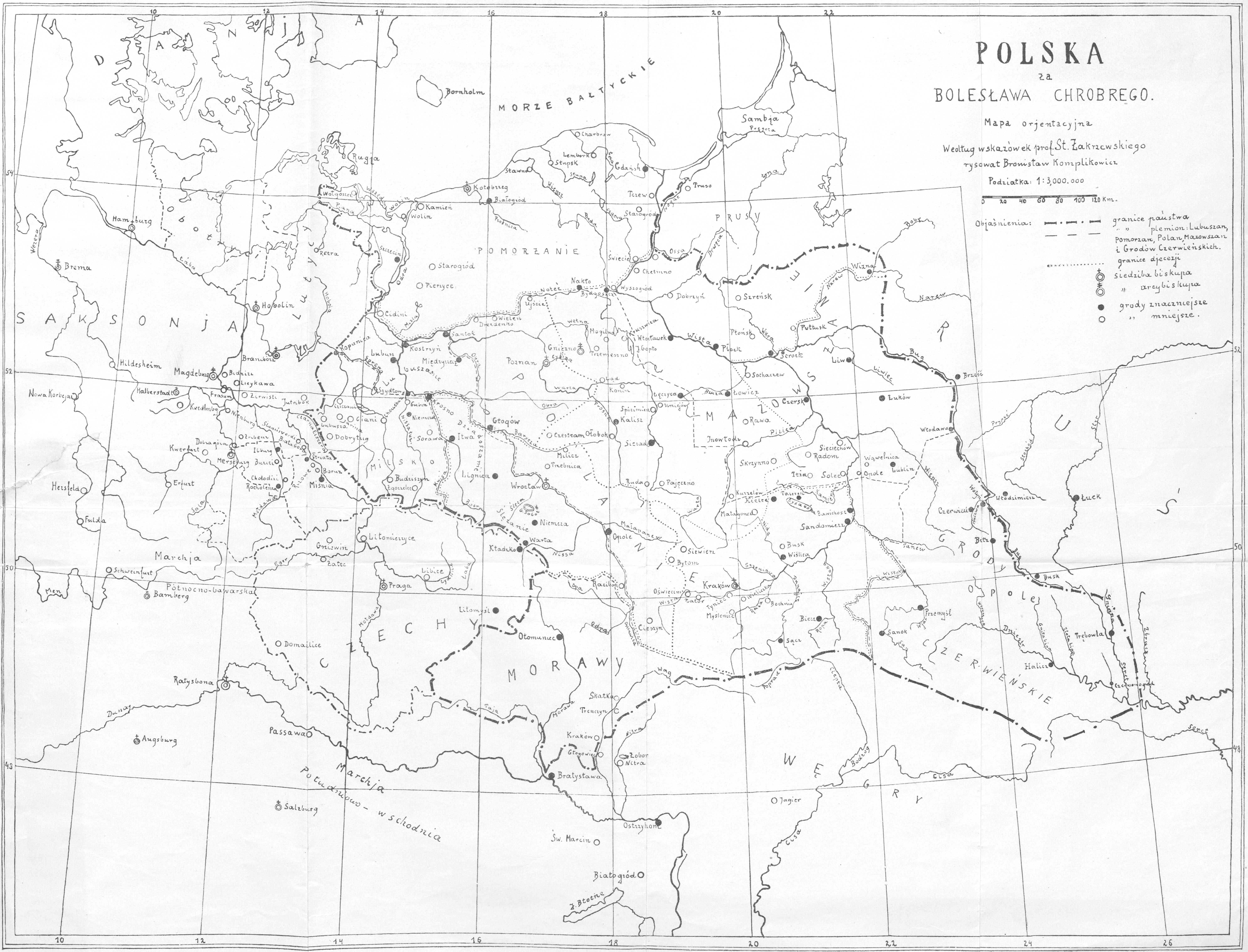
Państwo Bolesława Chrobrego i Mieszka II (1018–1031) według prof. Stanisława Zakrzewskiego
(„Bolesław Chrobry Wielki”, 1925). Grody Czerwieńskie obejmujące dorzecze Sanu i górnego Dniestru, pokrywające się z późniejszą Rusią Czerwoną, przedstawione zgodnie z koncepcją przeważającą w historiografii przed 1945 rokiem.

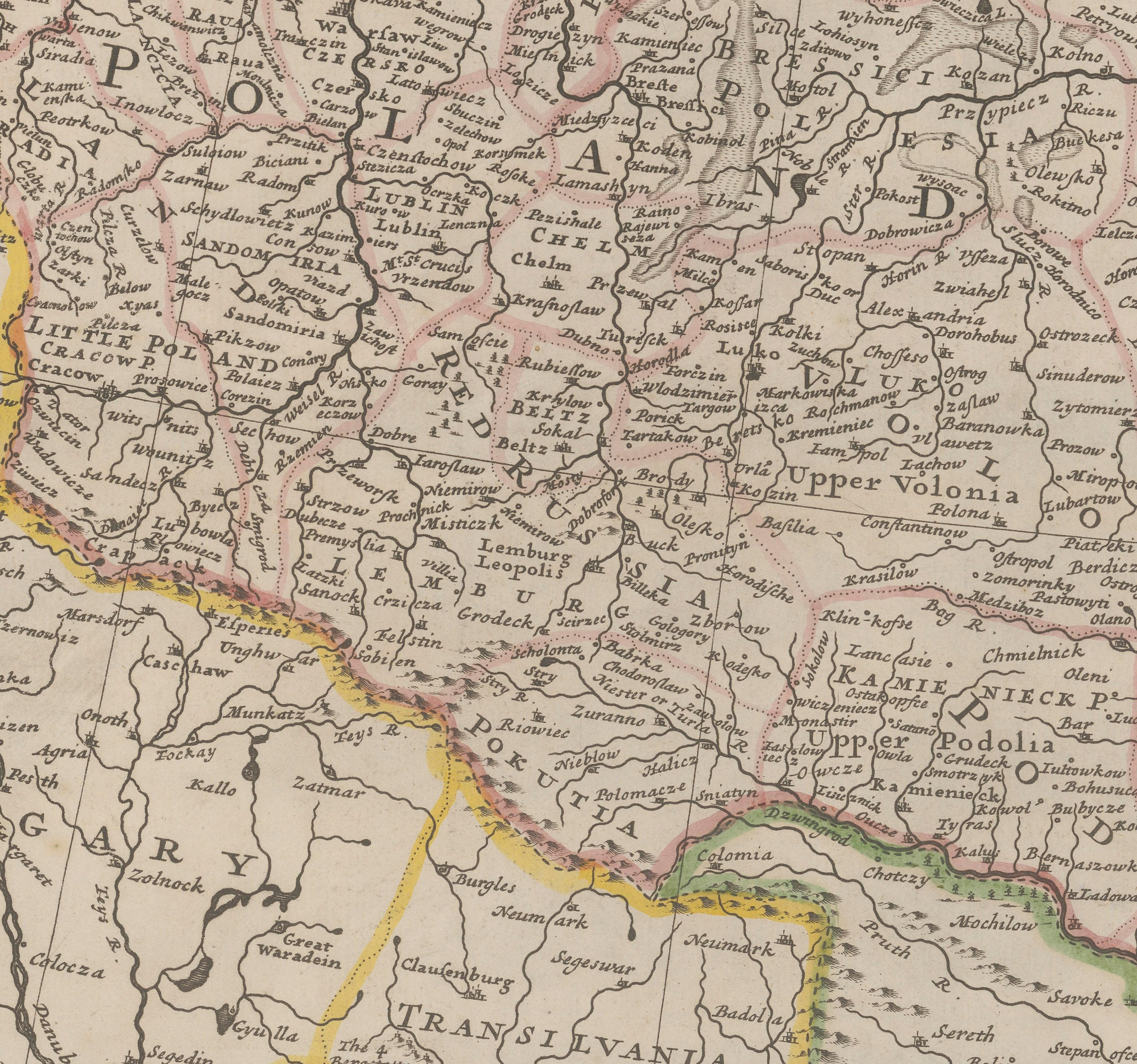
Region Rusi Czerwonej w XVIII w. - mapa brytyjskiego kartografa Hermana Molla.

W historiografii istnieje spór, jaki był związek między Grodami Czerwieńskimi, o które toczyła się rywalizacja polsko-ruska w X i XI wieku, a późniejszą Rusią Czerwoną. Według jednego poglądu jest to ten sam obszar. Według innego Grody Czerwieńskie obejmowały tylko zachodnie terytorium Rusi Czerwonej.
Według przeważającego przed 1945 rokiem poglądu, który wyrażał już Adam Tadeusz Naruszewicz, Grody Czerwieńskie pokrywały się terytorialnie z późniejszą Rusią Halicką lub Czerwoną i obejmowały zarówno ziemie nad Sanem, jak i nad górnym Dniestrem. Według historyka Aleksandra Jabłonowskiego teren Grodów Czerwieńskich już w XIII wieku najbliżsi sąsiedzi zaczęli określać Rusią Czerwoną. Podobny pogląd wyrażali również historycy Wojciech Kętrzyński w 1894 roku i Stanisław Zakrzewski w 1925 roku, którzy utożsamiali Grody Czerwieńskie z późniejszym terytorium Rusi Czerwonej. Według prof. Zakrzewskiego gród Czerwień można utożsamić z miastem Czerwonogród nad Dniestrem.
Inną koncepcję przedstawił również w 1925 roku Władysław Semkowicz, według którego sama nazwa Ruś Czerwona powstała jednak dopiero w XV wieku, a Grody Czerwińskie obejmowały tylko jej zachodnią część. Według Semkowicza Grody obejmowały teren zamieszkały przez etniczne plemiona polskie, który pokrywał się z dorzeczami Bugu i Sanu, a jego wschodnią granicę wyznaczał przebiegający przez ten obszar europejski dział wodny. Koncepcja Semkowicza nie została wówczas przyjęta, a swoim autorytetem odrzucił ją w tym samym roku Stanisław Zakrzewski opierając się na dowodach historycznych Jednak po roku 1945, nie bez przyczyn politycznych, przyjęto koncepcję etniczną Semkowicza, która znalazła odzwierciedlenie w wydawanych w czasach PRL atlasach historycznych. W nowszych czasach podobny pogląd przedstawił w pracy Początki Rusi Henryk Paszkiewicz. Według tego poglądu gród Czerwień zwykle utożsamia się z grodziskiem we wsi Czermno nad Huczwą.
Grody Czerwieńskie stanowiły ważny węzeł na szlakach handlowych. Według wzmianki w latopisie „Powieść minionych lat” w roku 981 książę kijowski Włodzimierz Świętosławowicz zagarnął „Przemyśl, Czerwień i inne grody” należące wówczas do „Lachów”. W czasie wyprawy wojennej na Kijów w 1018 r. odzyskał te ziemie Bolesław Chrobry. W roku 1030 wareskie wojska Rurykowiczów zagarniają Bełz, a w następnym roku Jarosław Mądry przy udziale Haralda III przyłącza inne grody Lachów aż po San. Z tego samego roku pochodzi ostatnia wzmianka o Grodach Czerwieńskich:
Roku 6539 [1031]. Jarosław i Mścisław zebrali wojów mnogich, poszli na Lachów i zajęli Grody Czerwieńskie znowu, i spustoszyli ziemię lacką, i mnóstwo Lachów przywiedli, i rozdzielili ich. Jarosław osadził swoich nad Rosią, i są do dziś.
Od roku 1158 Czerwień w kronikach ruskich jest rozgraniczany od pobliskich grodów.

## Współczesność
Do dawnej przynależności administracji tych ziem nawiązuje herb województwa podkarpackiego, powstały z połączenia herbów dawnych województw: ruskiego i bełskiego.

Herb woj. bełskiego
Herb woj. ruskiego
Herb ziemi sanockiej i przemyskiej
Herb współczesnego woj. podkarpackiego

## Miasta po stronie polskiej
Na obszarze dawnej Rusi Czerwonej po stronie polskiej znajduje się około 40 miast i miasteczek. Poniższa tabela przedstawia 15 największych (pod względem liczby mieszkańców) miast:
| Lp. | Miasto            | Liczba mieszkańców | Dawna ziemia | Obecne województwo |
| --- | ----------------- | ------------------ | ------------ | ------------------ |
| 1   | Rzeszów           | 166 454            | przemyska    | podkarpackie       |
| 2   | Chełm             | 67 782             | chełmska     | lubelskie          |
| 3   | Przemyśl          | 66 867             | przemyska    | podkarpackie       |
| 4   | Zamość            | 66 375             | chełmska     | lubelskie          |
| 5   | Krosno            | 47 563             | sanocka      | podkarpackie       |
| 6   | Jarosław          | 40 272             | przemyska    | podkarpackie       |
| 7   | Sanok             | 39 224             | sanocka      | podkarpackie       |
| 8   | Tomaszów Lubelski | 20 034             | bełska       | lubelskie          |
| 9   | Krasnystaw        | 19 285             | chełmska     | lubelskie          |
| 10  | Hrubieszów        | 18 479             | chełmska     | lubelskie          |
| 11  | Łańcut            | 18 069             | przemyska    | podkarpackie       |
| 12  | Przeworsk         | 15 737             | przemyska    | podkarpackie       |
| 13  | Leżajsk           | 14 176             | przemyska    | podkarpackie       |
| 14  | Lubaczów          | 12 415             | bełska       | podkarpackie       |
| 15  | Ustrzyki Dolne    | 9 418              | przemyska    | podkarpackie       |

## Przyroda
Na dawnych terenach Rusi Czerwonej po stronie polskiej znajduje się szereg parków narodowych i krajobrazowych. Funkcjonują tu również dwa Światowe Rezerwaty Biosfery UNESCO MaB: „Karpaty Wschodnie” i „Polesie Zachodnie”.

### Parki narodowe
- Bieszczadzki Park Narodowy
- Poleski Park Narodowy
- Roztoczański Park Narodowy

### Parki krajobrazowe
| - Chełmski Park Krajobrazowy - Ciśniańsko-Wetliński Park Krajobrazowy - Czarnorzecko-Strzyżowski Park Krajobrazowy (część) - Jaśliski Park Krajobrazowy (część) - Krasnobrodzki Park Krajobrazowy | - Park Krajobrazowy Doliny Sanu - Park Krajobrazowy Gór Słonnych - Park Krajobrazowy Pogórza Przemyskiego - Park Krajobrazowy Puszczy Solskiej - Poleski Park Krajobrazowy | - Południoworoztoczański Park Krajobrazowy - Skierbieszowski Park Krajobrazowy - Sobiborski Park Krajobrazowy - Strzelecki Park Krajobrazowy - Szczebrzeszyński Park Krajobrazowy |